# جي. فيليب هيوز
جي. فيليب هيوز (بالإنجليزية: G. Philip Hughes)‏ هو دبلوماسي دومينيكاوي، ولد في 7 سبتمبر 1953.